# كريس توماسون
كريس توماسون هو محامي وسياسي أمريكي، ولد في 30 ديسمبر 1972 في مقاطعة باوي في الولايات المتحدة. نشط حزبياً في الحزب الديمقراطي. وقد انتخب عضو مجلس نواب أركنساس ‏.